# Joaquim Floriano de Toledo
Conselheiro Joaquim Floriano de Toledo (São Paulo, 9 de junho de 1794 — São Paulo, 18 de abril de 1875) foi um militar e político brasileiro. Foi comendador da Ordem da Rosa, oficial da Imperial Ordem do Cruzeiro e cavaleiro da Ordem de Cristo.

## Vida
Oriundo de uma família aristocrática, era filho do médico cirurgião Dr. Francisco de Paula Xavier de Toledo, começou cedo a carreira pública, tendo ocupado os diversos cargos durante a época do Brasil Império. Escreveu o primeiro ato após a independência do Brasil e foi coronel da Guarda Nacional.  Era amigo intimo do Imperador Dom Pedro I.
Casou-se em 4 de novembro de 1821 com Luiza Engracia de Toledo, nascida Luiza Engracia da Silva Freire. Sua esposa pertencia à uma importante família paulista: os da Silva Freire. Deste casamento nasceu a jovem Carlota de Toledo, que casou-se com o 2.° barão de Javari, tornando-se tia de Nair de Tefé. Sua prima-irmã,  Francisca de Paula Martins de Toledo, casou-se com o visconde de Ouro Preto e deste casamento nasceu o imortal Afonso Celso de Assis Figueiredo Júnior.
Joaquim foi deputado pela província de São Paulo entre 1830 e 1842 e seis vezes presidente interino da província de São Paulo, de 16 de maio a 23 de maio de 1848, de 24 de outubro a 7 de novembro de 1864, de 18 de julho a 3 de agosto de 1865, de 3 de março a 8 de novembro de 1866, de 12 de outubro a 24 de outubro de 1867 e de 24 de abril a 29 de julho de 1868.